# Marley Marshall-Miranda
Marley Zane Marshall-Miranda (22 de octubre de 2002) es un futbolista profesional inglés que juega como centrocampista para el Colchester United de la League Two.
Marshall-Miranda llegó a Colchester en 2019. Fue cedido a Worthing durante la temporada 2019-20 antes de hacer su debut profesional. 

## Carrera
Marshall-Miranda se unió a Colchester United procedente de Brighton & Hove Albion en 2019. Habiendo jugado para Brighton sub-18 durante la temporada 2018-2019 en el Premier League.
Después de fichar por Colchester, Marshall-Miranda estuvo se marchó cedido a la prestar a la Isthmian League para jugar en Worthing en diciembre de 2019. Su préstamo fue extendido por un mes en enero de 2020, antes de ser recuperado el 30 de enero. Anotó un gol en seis partidos con el club.
Marshall-Miranda hizo su debut profesional para Colchester el 5 de septiembre de 2020, entrando como sustituto para Ben Stevenson en la segunda parte en una derrota por 3-1 en la EFL Cup contra Reading.
El 21 de diciembre de 2020, Marshall-Miranda firmó un nuevo contrato para quedarse en Colchester hasta verano de 2023.

## Estadística de carrera
| Club                | Temporada        | Liga             | Liga     | Liga  | FA Cup   | FA Cup | League Cup | League Cup | Otro     | Otro  | Total    | Total |
| Club                | Temporada        | División         | Partidos | Goles | Partidos | Goles  | Partidos   | Goles      | Partidos | Goles | Partidos | Goles |
| ------------------- | ---------------- | ---------------- | -------- | ----- | -------- | ------ | ---------- | ---------- | -------- | ----- | -------- | ----- |
| Colchester United   | 2019-20          | League Two       | 0        | 0     | 0        | 0      | 0          | 0          | 0        | 0     | 0        | 0     |
| Colchester United   | 2020-21          | League Two       | 1        | 0     | 0        | 0      | 1          | 0          | 3        | 0     | 5        | 0     |
| Colchester United   | Total            | Total            | 1        | 0     | 0        | 0      | 1          | 0          | 3        | 0     | 5        | 0     |
| Worthing (Préstamo) | 2019-20          | Isthmian League  | 5        | 1     | 0        | 0      | –          | –          | 1        | 0     | 6        | 1     |
| Total de carrera    | Total de carrera | Total de carrera | 6        | 1     | 0        | 0      | 1          | 0          | 4        | 0     | 11       | 1     |

1. ↑  «Apariciones en EFL Trophy».
2. ↑  «Apariciones en Sussex Senior Challenge Cup».